# George Herd
George Herd (Lanark, 1936. május 6. – 2024. augusztus 5.) válogatott skót labdarúgó, csatár, edző.

## Pályafutása

### Klubcsapatban
1956-ig az Inverness Thistle, 1956–57-ben a Queen’s Park, 1957 és 1961 között a Clyde labdarúgója volt. A Clyde csapatával 1958-ban skótkupa-győztes lett. 1961 és 1970 között az angol Sunderland játékosa volt. 1967-ben kölcsönben egy rövid ideig a kanadai Vancouver Royals Canadians együttesében szerepelt. 1970–71-ben az angol Hartlepool United csapatában fejezte be az aktív játékot.

### A válogatottban
1958 és 1960 között öt alkalommal szerepelt a skót válogatottban.

### Edzőként
1980–81-ben a Queen of the South vezetőedzőjeként tevékenykedett.

## Sikerei, díjai
Clyde
- Skót kupa
  - győztes: 1958

## Statisztika

### Mérkőzései a skót válogatottban
| Skócia | Skócia            | Skócia                   | Skócia       | Skócia   | Skócia         | Skócia             | Skócia | Skócia  |
| #      | Dátum             | Helyszín                 | Hazai        | Eredmény | Vendég         | Kiírás             | Gólok  | Esemény |
| ------ | ----------------- | ------------------------ | ------------ | -------- | -------------- | ------------------ | ------ | ------- |
| 1.     | 1958. április 19. | Glasgow, Hampden Park    | Skócia       | 0 – 4    | Anglia         | brit házibajnokság | -      |         |
| 2.     | 1960. június 5.   | Budapest, Népstadion     | Magyarország | 3 – 3    | Skócia         | barátságos         | 1      | 62'     |
| 3.     | 1960. június 8.   | Ankara, 19 Mayıs Stadion | Törökország  | 4 – 2    | Skócia         | barátságos         | -      |         |
| 4.     | 1960. október 22. | Cardiff, Ninian Park     | Wales        | 2 – 0    | Skócia         | brit házibajnokság | -      |         |
| 5.     | 1960. november 9. | Glasgow, Hampden Park    | Skócia       | 5 – 2    | Észak-Írország | brit házibajnokság | -      |         |
|        | Összesen          |                          |              | 5        | mérkőzés       |                    | 1      | gól     |